# Violet Chachki
Jason Dardo, plus connue sous le nom de scène Violet Chachki, est une chanteuse, danseuse burlesque, mannequin et drag queen américaine. Elle est principalement connue pour avoir participé à la septième saison de RuPaul's Drag Race, qu'elle remporte.

## Carrière
Jason naît à Atlanta, dans l'État de Géorgie, le 13 juin 1992, et est d'origine équatorienne.
Elle commence ses représentations sous l'identité de Violet Chachki à l'âge de 19 ans. Le prénom Violet lui vient du personnage de Jennifer Tilly dans le film Bound, tandis que Chachki est une variante du mot yiddish tchotchke, qui désigne un bibelot. Elle se représente pour la première fois dans un bar de Marietta, en Géorgie, avec une fausse carte d'identité. Elle gagne le concours de beauté Miss New Faces à Atlanta. La drag queen Dax ExclamationPoint, qui participera plus tard à la huitième saison de RuPaul's Drag Race, devient sa drag mother. Elle s'inscrit à l'École d'art et de design de Savannah avant d'abandonner pour se concentrer sur le transformisme. Elle devient une participante régulière d'un spectacle dans un bar d'Atlanta qui lui donne une reconnaissance locale, qui lui permet de se présenter avec Alaska Thunderfuck, candidate de la cinquième saison de RuPaul's Drag Race, Amanda Lepore ou encore Lady Bunny.
En 2013, Violet est photographiée pour l'exposition Legendary Children, qui se concentre sur la scène artistique d'Atlanta. Deux photos qui montraient son pénis ainsi que ses parties génitales cachées par un cache-sexe furent censurées après plusieurs plaintes,.
En 2014, Violet apparaît sur la pochette du single Cosplay de Captain Murphy, ainsi que dans une publicité pour ce single sur Adult Swim.
Le 7 décembre 2014, elle est annoncée comme l'une des quatorze candidates concourant dans la septième saison de RuPaul's Drag Race, après avoir auditionné pour la sixième saison sans avoir été retenue. Pendant l'émission, Violet est retenue pour son expertise en mode et sa confiance en soi. Le 1er juin 2015, Violet gagne la compétition, remportant un an d'approvisionnement de maquillage chez Anastasia Beverly Hills ainsi que 100 000 dollars.
Violet Chachki est connue pour ses performances burlesques et ses capacités en tissu aérien et en cercle aérien. En janvier 2017, elle rejoint The Art of Teese, un spectacle néo-burlesque organisé par Dita Von Teese.
En novembre 2017, Violet Chachki devient la première drag queen à prendre la pose pour une importante marque de lingerie, en l'occurrence Bettie Page Lingerie.
En janvier 2018, elle défile pour la collection automne 2018 de Moschino à la Fashion Week de Milan.
En mai 2019, Violet Chachki est invitée au Met Gala, qui a pour thème Camp: Notes on Fashion, avec une robe en forme de gant signée Moschino et stylisée par Jeremy Scott.
Elle a fait ses débuts sa première exposition solo, A Lot More Me, en Europe en juillet 2019.
Pour la parade de Moschino automne-hiver 2022-2023, elle défile dans une tenue de latex. Violet Chachki est accompagné d'un homme en tenue de chien pour ce spectacle de mode. 
Le 14 juin 2023, elle participe à un défilé qui regroupe 50 marques de haute couture à Florence. Lors de cette parade extérieure, elle porte un accoutrement de la marque 16Arlington.

## Musique
Le 2 juin 2015, Violet Chachki sort le single Bettie, qui sera le single principal de son premier EP, Gagged, qui sort le 30 juin 2015.
En mai 2018, elle sort son quatrième single, A Lot More Me, un single burlesque indépendant.
En 2022, elle apparaît en tant que protagoniste féminin dans le clip musical de Mareux, The Perfect Girl, dont le single est sorti en 2021.

## Influences
Le style de Violet Chachki est caractérisé par son « obsession pour le glamour vintage ». Elle est parfois considérée comme « l'incarnation archétypale de la femme des années 1950 ». Elle a cité comme inspiration des stylistes tels que Christian Dior, Thierry Mugler et John Galliano, ainsi que des « icônes de la mode » comme Lady Miss Kier, Dovima, Dita Von Teese et Raquel Welch.
L'influence de la mode fétichiste est très importante dans l'esthétique de Violet Chachki, avec des références à la culture sado-masochiste, aux illusions de John Willie, à l'imaginaire de la dominatrice, et à Bettie Page. Elle dit dans une interview pour Design Scene en 2016 :
« Je trouve que le transformisme est en soi fétichiste, c'est inconfortable, et je trouve que le bondage et le latex sont inconfortables et ils me procurent cette même sensation... Je pense surtout que si tu te sens bien dans ce que tu portes et que tu es prêt à souffrir pour te présenter tel que tu souhaites te présenter... Je pense que c'est une forme de fétichisme. C'est presque de l'exhibitionnisme. »
Violet Chachki est également connue pour son port de corsets lacés très serrés.

## Vie privée
Violet Chachki est non-binaire,.

## Discographie

### EPs
| Titre  | Détails                                                                     | Position classement | Position classement | Position classement |
| Titre  | Détails                                                                     | US Dance            | US Heat             | US Indie            |
| ------ | --------------------------------------------------------------------------- | ------------------- | ------------------- | ------------------- |
| Gagged | - Sortie : 30 juin 2015 - Label : Sidecar Records - Format : téléchargement | 11                  | 16                  | 48                  |

### Singles
| Titre         | Année | Album  |
| ------------- | ----- | ------ |
| Bettie        | 2015  | Gagged |
| Vanguard      | 2015  | Gagged |
| A Lot More Me | 2018  | Single |

### Autres apparitions
| Titre                       | Année | Autre(s) artiste(s)       | Album                        |
| --------------------------- | ----- | ------------------------- | ---------------------------- |
| "Drop That Pimp"            | 2015  | RuPaul, Miles Davis Moody | RuPaul Presents: CoverGurlz2 |
| "I Run the Runway"          | 2015  | Miss Fame                 | Beauty Marked                |
| "The Night Before Christmas | 2015  | N/A                       | Christmas Queens             |

## Filmographie

### Télévision
| Année | Titre              | Rôle      | Notes                                                                           | Ref.   |
| ----- | ------------------ | --------- | ------------------------------------------------------------------------------- | ------ |
| 2015  | RuPaul's Drag Race | Elle-même | Saison 7 : Candidate — Invitée                                                  | [ 33 ] |
| 2016  | RuPaul's Drag Race | Elle-même | Saison 8 : Invitée — Épisode 1 : "Keeping It 100!", Épisode 13 : "Grand Finale" | [ 34 ] |

### Web-séries
| Année | Titre                          | Rôle      | Notes                                              | Ref.   |
| ----- | ------------------------------ | --------- | -------------------------------------------------- | ------ |
| 2015  | RuPaul's Drag Race: Untucked   | Elle-même | Émission connexe de RuPaul's Drag Race             | [ 35 ] |
| 2018  | Fashion Photo RuView           | Elle-même | Remplaçant Raja et Raven avec Katya Zamolodchikova | ,      |
| 2019  | Violet Chachki's Runway Review | Elle-même | Avec Katya Zamolodchikova                          | [ 40 ] |

### Clips musicaux
| Titre                      | Année | Réalisateur     | Ref.   |
| -------------------------- | ----- | --------------- | ------ |
| Born Naked (Stadium Remix) | 2015  | Steven Corfe    | [ 41 ] |
| Bettie                     | 2015  | Michael Serrato | [ 42 ] |
| I Run the Runway           | 2016  | Ali Mahdavi     | [ 43 ] |